# Ґрем Йост
Ґрем Джон Йост (англ. Graham John Yost; народився 5 вересня 1959) — канадський сценарист кіно та телебачення. Найвідомішими його роботами є фільми «Швидкість», «Зламана стріла», «Злива» і серіал «Виправдані».

## Молодість, сім'я та освіта
Йост народився в Етобіко в столичного району Торонто. Він є сином канадського телеведучого Елві Йоста, давнього ведучого суботнього вечора в кіно на суспільному мовленні TVOntario.
Закінчив школи Університету Торонто та Трініті-коледж Університету Торонто.

## Кар'єра
Йост писав сценарій для телесеріалу «Германова голова» та міні-серіалу HBO «Брати по зброї». У 2002 році створив телевізійний драматичний серіал «Бумтаун». Створив недовготривалу драму «Дощі» (2007) на каналі NBC. Разом з Томом Генксом і Стівеном Спілберго, а також двома своїми колегами по «Бумтауну» Мішель Ешфорд і Ларрі Ендріс, Йост написав і зняв епізоди міні-серіалу «Тихий океан» на каналі HBO. Йост є автором і виконавчим продюсером серіалу «Виправданий» на каналі FX. Він був виконавчим продюсером серіалу «Американці» на каналі FX. У 2016 році став головним сценаристом і виконавчим продюсером серіалу «Підступний Піт» на Amazon Studios. У травні 2014 року повідомлялося, що Йост розроблятиме проєкт для WGN America. За мотивами книги Алекса Кершоу «Авеню шпигунів», події серіалу розгортатимуться в окупованому нацистами Парижі на початку Другої світової війни.

## Нагороди та номінації
Йост отримав премію «Еммі» за участь у міні-серіалах «Із Землі на Місяць» та «Тихий океан», який також був номінований на «Золотий глобус». Він також отримав Золотий глобус за роботу над міні-серіалом HBO «Брати по зброї», для якого він був одним зі сценаристів.

## Фільмографія
- 1989—1991: «Привіт, чувак» (серіал, 14 серій)
- 1992—1993: The Powers That Be (серіал, 5 серій)
- 1994: Швидкість
- 1996: Зламана стріла
- 1998: Злива
- 1998: Із Землі на Місяць
- 2000: Місія на Марс
- 2000: Челленджери
- 2001 Брати по зброї
- 2001 Останній замок
- 2002: Молодий Артур (телефільм)
- 2002—2003: Boomtown (серіал, автор, 24 серії)
- 2006: Шістдесят хвилинна людина (телефільм)
- 2007: Рейнс (серіал, автор, 7 епізодів)
- 2010: Тихий океан (міні-серіал, епізод 1x04)
- 2011: Коли падають небеса (телесеріал, серія 1x02)
- 2010—2015: Виправданий (серіал, автор, 78 серій)
- 2018: Грізлі
- 2023: Бункер (серіал)